# Francisco de Baux
Francisco de Baux (en italiano: Francesco I del Balzo) fue un noble italiano.
Fue el hijo de Bertrando I de Baux y Margarita de Aulnay, señor de Sessa, Caramanico y Noja, conde de Andria y Montescaglioso, en 1350 fue gobernador de Nápoles y se casó, primero con Luisa de Sanseverino del condado de Marsico. Luego se casó con Margarita de Anjou del principado de Tarento. En 1351 le fue concedido el título de duque de Andria y en 1381 se casó con Sveva Orsini, hija de Nicolás, conde de Nola.
Con Margarita tuvo un hijo llamado Jaime de Baux